# 최지효
최지효(崔智孝, 2000년 6월 13일 ~ )는 대한민국의 정치인이다. 현재 더불어민주당 서울특별시당 부대변인이다.

## 생애
2000년 6월 13일, 서울특별시에서 태어났다. 제20대 대통령 선거에서 더불어민주당 이재명 후보의 중앙선거대책본부 전략본부 위원으로 선임되어 정치활동을 시작했다. 
고려대학교 재학 중이던 2022년 1월, 군대에 입대하여 경기도 고양시 일산동구에서 복무하였다. 군 복무 중 공상(公傷)으로 5급 전시근로역 판정을 받았으나, 계속 복무를 희망해 2023년 7월 육군 병장으로 만기 전역했다. 이후 육본 심사에서 공상으로 의결되었고, 국가보훈부 보훈심사위원회 상이군경심의를 거쳐 보훈보상대상자 요건에 해당하는 것으로 결정되었다.
2024년 4월 실시된 제22대 국회의원 선거에서 장경태 후보 선거대책위원회에 참여했다. 이후  더불어민주당 동대문구 을 대학생위원회 위원장을 맡았다.
2025년 1월 더불어민주당 서울특별시당 부대변인으로 임명되었다. 제21대 대통령 선거에서는 이재명 후보의 서울 선거대책위원회 공보단 선임팀장과 동대문구 을 선대위 연설본부장을 맡아 활동했다.

## 학력
- 용인백현초등학교 졸업
- 용인백현중학교 전학
- 논산대건중학교 졸업
- 논산대건고등학교 전학
- 보정고등학교 졸업
- 고려대학교 학사

## 경력
- 2021년 7월~2021년 12월: 제20대 대통령선거 더불어민주당 이재명 후보 중앙선거대책본부 전략기획본부 팀원
- 2024년 1월~: 인포카 경영전략본부 전략기획팀
- 2024년 4월~: 법무부 법무보호위원
- 2024년 7월~: 더불어민주당 동대문구 을 지역위원회 대학생위원장
- 2024년 7월~2024년 12월: 국가인권위원회 군인권 모니터링단
- 2024년 10월~: 국가보훈부 2030자문단
- 2025년 1월~: 더불어민주당 서울특별시당 부대변인
- 2025년 2월~: 더불어민주당 전국대학생위원회 운영위원
- 2025년 5월~: 세종특별자치시 청년정책조정위원회 위원
- 2025년 5월~2025년 6월: 제21대 대통령선거 더불어민주당 이재명 후보 서울선거대책위원회 공보단 선임팀장